# تایپان
تایپان‌ها مارهای سرده Oxyuranus از خانواده کفچه‌ماران هستند. آنها بزرگ، دارای توانایی حرکت سریع، بسیار سمی و بومی استرالیا هستند. در حال حاضر سه گونه شناخته شده وجود دارد که یکی از آنها، تایپان ساحلی، دارای دو زیرگونه است. تایپان‌ها یکی از مرگبارترین مارهای شناخته شده هستند.
مار تاپیان خاکی، بومی استرالیاست و کشنده ترین زهر را بین مار های سمی دنیا دارد. مقدار زهری که در یک بار نیش زدن رها می‌کند برای کشتن صد مرد بالغ کافی است. سم این مار حاوی نوروتوکسین(سم اعصاب)، هموتوکسین(سم خون)، مایکوتوکسین(سم قارچی)، نفروتوکسین(سم سلول های کلیوی) و همورهاگین(خون ریزی در پوست، مخاط و بافت ها) است.